# ستيفن ماكلين
ستيفن ماكلين (بالإنجليزية: Steve MacLean)‏ (23 أغسطس 1982 بإدنبرة في المملكة المتحدة - ) هو لاعب كرة قدم بريطاني في مركز الهجوم. شارك مع منتخب اسكتلندا تحت 21 سنة لكرة القدم. أما مع النوادي، فقد لعب مع أكسفورد يونايتد وسانت جونستون وسكونثورب يونايتد وشيفيلد وينزداي وكارديف سيتي ونادي أبردين ونادي رينجرز ويوفل تاون ونادي تشيلتنهام تاون لكرة القدم ونادي بليموث أرجايل وForres Mechanics F.C. ‏.

## وصلات خارجية
- ستيفن ماكلين على موقع قاعدة بيانات كرة القدم.إي يو (الإنجليزية)
- ستيفن ماكلين على موقع Soccerbase.com (لاعب) (الإنجليزية)
- ستيفن ماكلين على موقع Soccerway.com (الإنجليزية)
- ستيفن ماكلين على موقع عالم كرة القدم.نت (الإنجليزية)